# 巴塞罗那水族馆
巴塞罗那水族馆（IPA：[əˈkwaɾi.um də βəɾsəˈlonə]）是位于加泰罗尼亚巴塞罗那旧港的一座水族館。

## 简介
巴塞罗那水族馆拥35个水族箱，包括450种类的超过11,000只动物。水族馆总水容量超过500万升，包括一个用于鲨鱼、鳐和其他大型鱼类的海洋水池，直径36米，深5米，体积370万升，附有一条长80米的玻璃通道。

## 图集

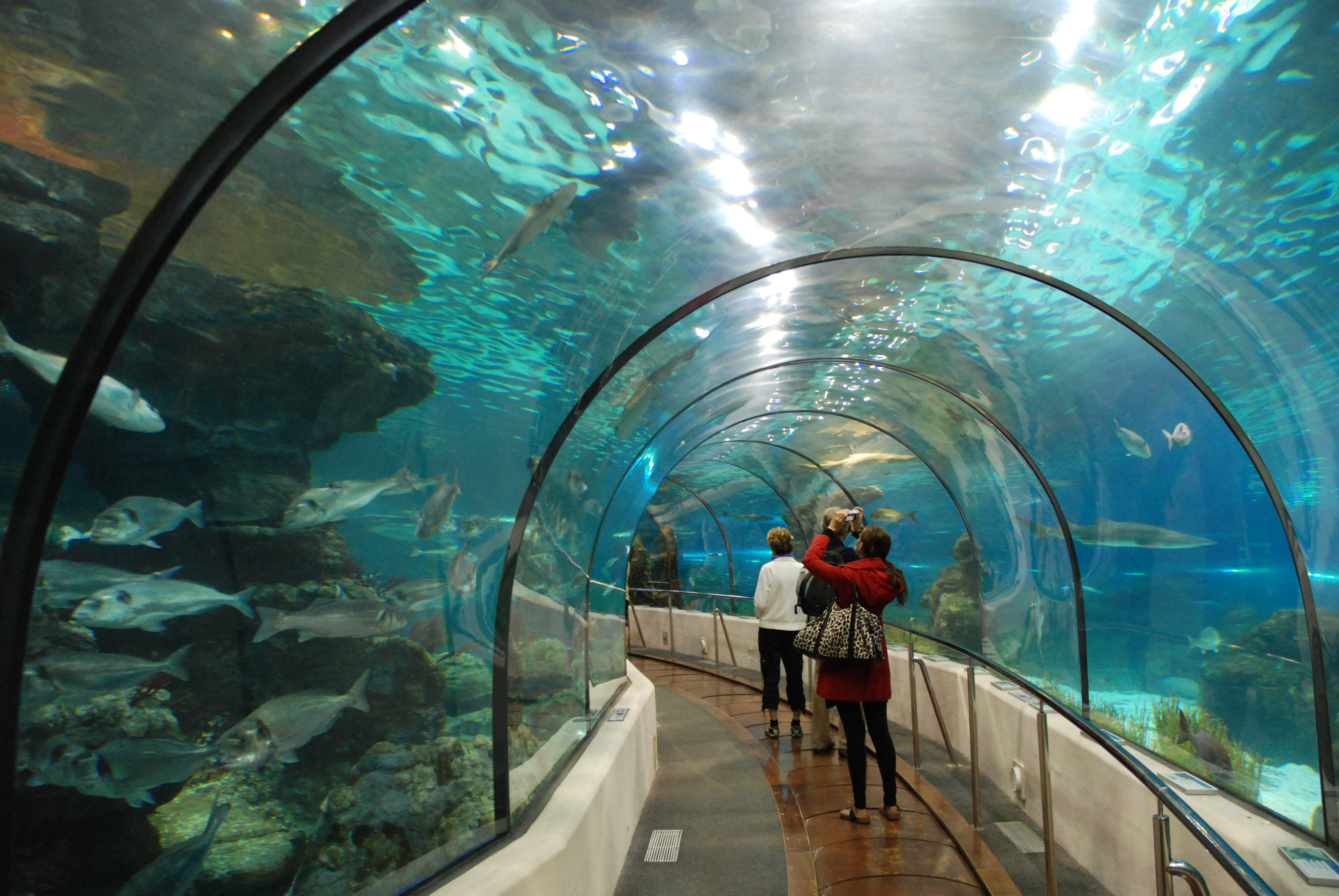
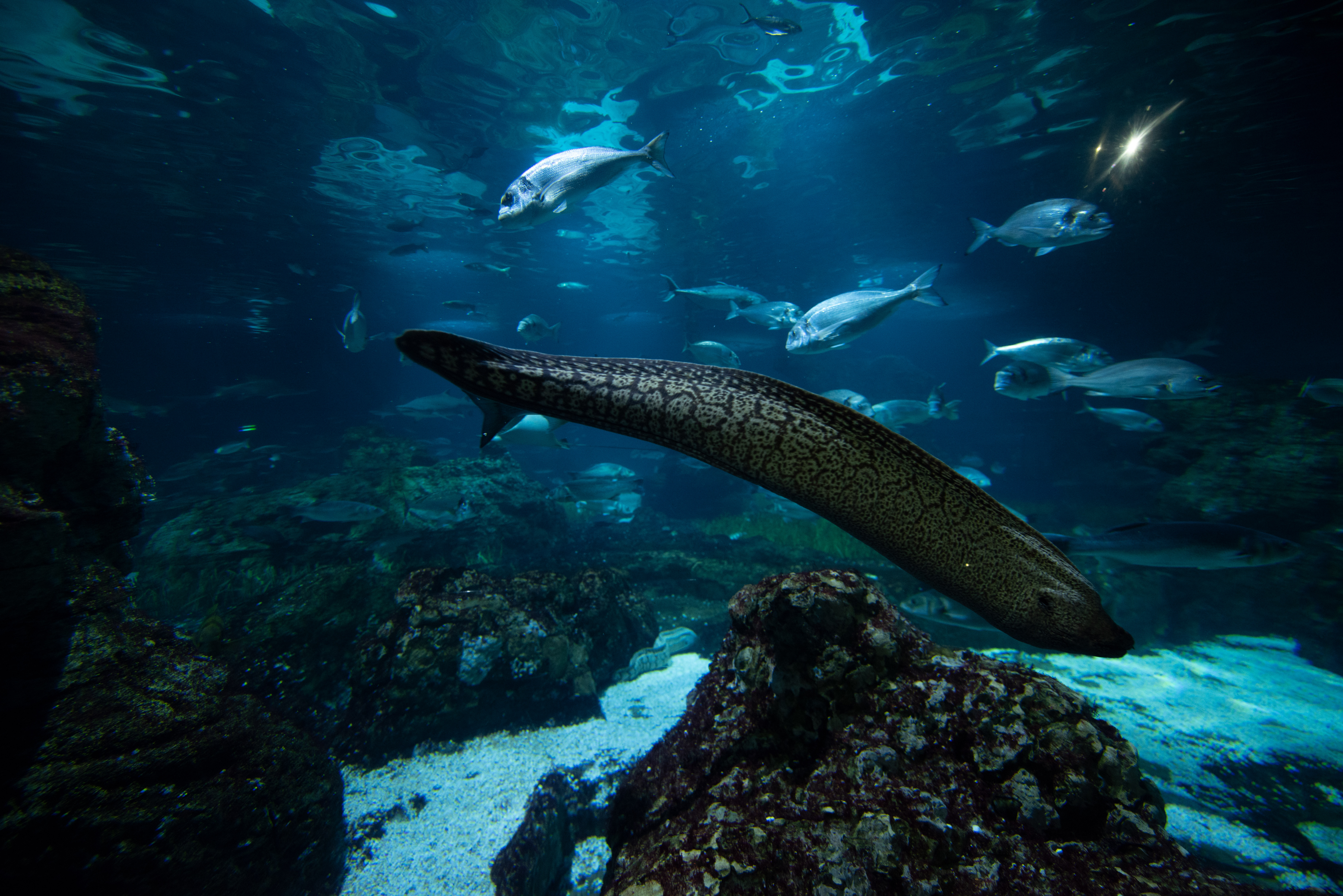
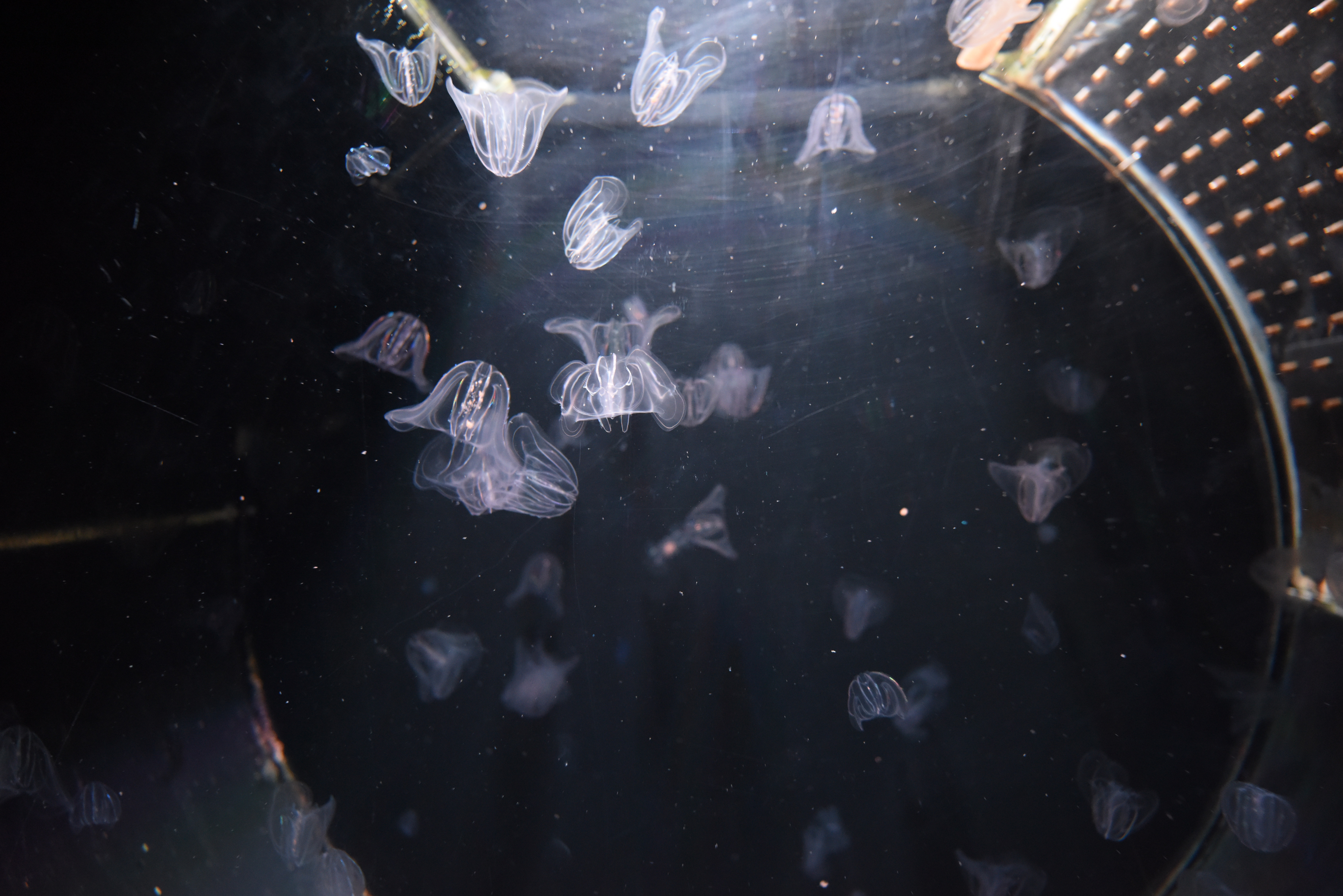